# Нерівність Фрідріхса
Нерівність Фрідріхса — теорема функціонального аналізу, доведена Куртом Фрідріхсом. Воно задає обмеження для Lp-норми функції, за допомогою Lp норм слабких похідних цієї функції та геометрію області. Нерівність може бути використана, для доведення еквівалентності деяких норм на просторі Соболєва.
Нехай Ω — обмежена підмножина евклідового простору Rn з діаметром d. Припустимо, що u : Ω → R належить простору Соболєва {\displaystyle W_{0}^{k,p}(\Omega )} (тобто {\displaystyle u\in W^{k,p}(\Omega )} і слід u на границі {\displaystyle \partial \Omega } є рівним 0). Тоді
{\displaystyle \|u\|_{L^{p}(\Omega )}\leq d^{k}\left(\sum _{|\alpha |=k}\|\mathrm {D} ^{\alpha }u\|_{L^{p}(\Omega )}^{p}\right)^{1/p},}
де
- {\displaystyle \|-\|_{L^{p}(\Omega )}} позначає Lp-норму;
- α = (α1, …, αn) — мультиіндекс з нормою |α| = α1 + … + αn;
- Dαu — змішана часткова похідна

{\displaystyle \mathrm {D} ^{\alpha }u={\frac {\partial ^{|\alpha |}u}{\partial _{x_{1}}^{\alpha _{1}}\cdots \partial _{x_{n}}^{\alpha _{n}}}}.}
Близьким результатом є нерівність Пуанкаре.

## Випадок однієї змінної
Якщо функція {\displaystyle u} є диференційовною на відрізку {\displaystyle [a,b]}, {\displaystyle u(a)=0} і її похідна є інтегровною у квадраті на цьому відрізку, тоді:
{\displaystyle \int \limits _{a}^{b}u^{2}(x)dx\leqslant {\frac {(b-a)^{2}}{2}}\int \limits _{a}^{b}\left({du \over dx}\right)^{2}dx.}
Дана нерівність є сильнішою, ніж у загальній версії оскільки замість константи {\displaystyle d^{2}}, яка у цьому випадку є рівною {\displaystyle (b-a)^{2}} використовується {\displaystyle {\frac {(b-a)^{2}}{2}}.}
Для доведення цього варіанту нерівності, згідно із фундаментальною теоремою аналізу можна записати (із відповідною зміною позначень незалежної змінної) {\displaystyle u(x)=\int _{a}^{b}{du \over dt}dt.} Тоді враховуючи інтегральну версію нерівності Коші — Буняковського одержуються нерівності:
{\displaystyle u^{2}(x)=\left(\int _{a}^{x}{du \over dt}dt\right)^{2}\leqslant \int _{a}^{x}\left({du \over dt}\right)^{2}dt\cdot \int _{a}^{x}1dt\leqslant (x-a)\int \limits _{a}^{b}\left({du \over dt}\right)^{2}dt.}
Інтегруючи крайній лівий і правий члени нерівності на інтервалі {\displaystyle [a,b]} одержується одновимірний варіант нерівності Фрідріхса.